# Gemini 12
För andra betydelser, se Gemini.

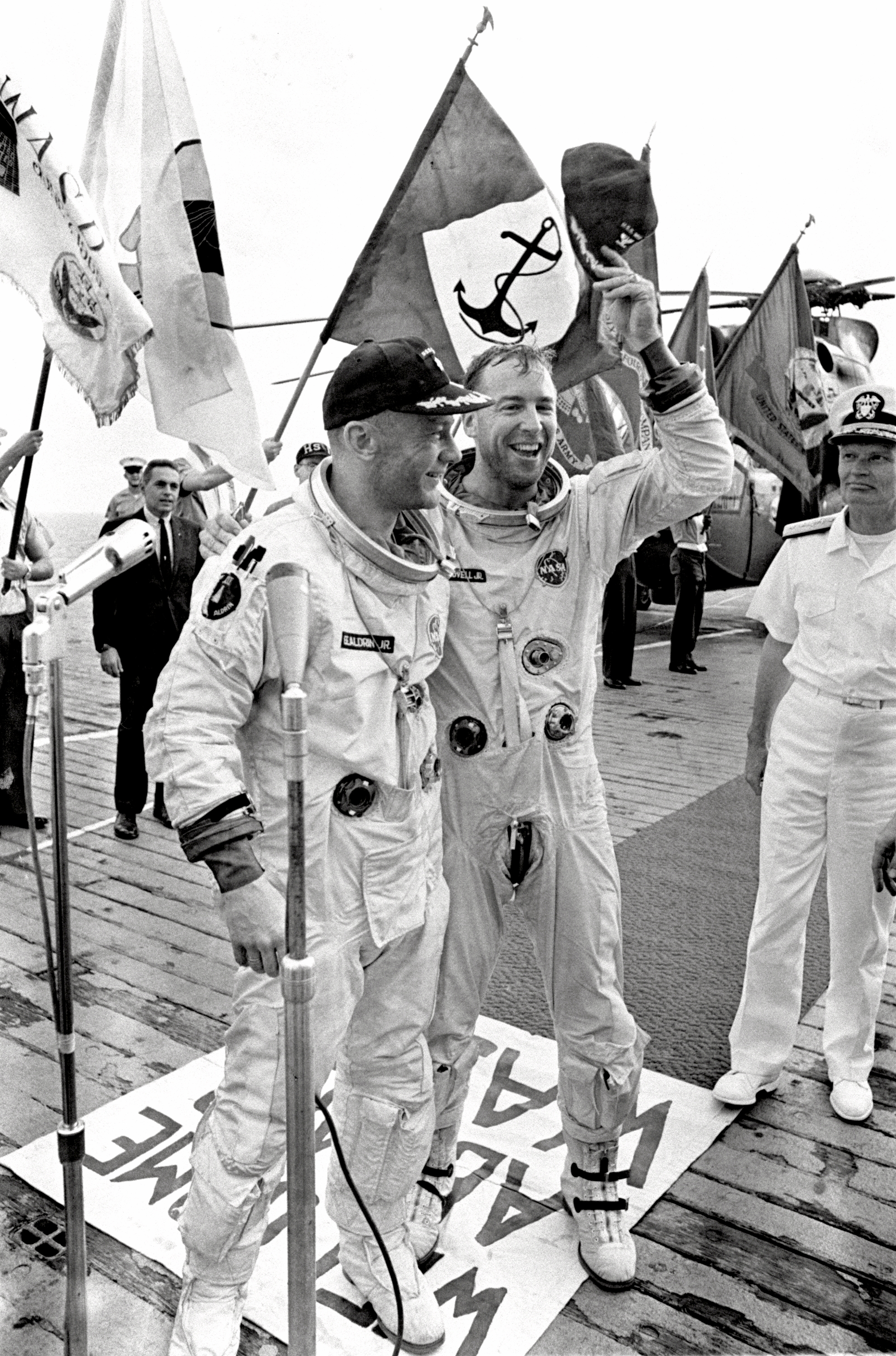
Aldrin och Lovell efter uppdraget

Gemini 12 var NASA:s 10:e bemannade och sista flygningen i Geminiprogrammet och 16:e bemannade färden totalt. Astronauterna Buzz Aldrin och Jim Lovell flög ombord. Färden genomfördes 11 - 15 november 1966 och varade i 74 timmar 34 minuter och 31 sekunder. 
Farkosten sköts upp med en Titan II-raket från Cape Kennedy Air Force Station.

### Fotnoter
1. ↑  ”NASA Space Science Data Coordinated Archive” (på engelska). NASA. https://nssdc.gsfc.nasa.gov/nmc/spacecraft/display.action?id=1966-104A. Läst 27 mars 2020.